# Kazuki Tsuda
Kazuki Tsuda (津田 和樹 Tsuda Kazuki?), född 26 juli 1982 i Tokyo prefektur, är en japansk före detta fotbollsspelare.
Tsuda började sin karriär 2001 i Shimizu S-Pulse. 2004 flyttade han till Shimizu S-Pulse. Efter Ventforet Kofu spelade han för FC Machida Zelvia. Han avslutade karriären 2012.